# Cajamarca (département)
Pour les articles homonymes, voir Cajamarca (homonymie).
Le département de Cajamarca  (en espagnol : Departamento de Cajamarca) est l'un des 24 départements qui, avec la province constitutionnelle de Callao et la province de Lima, composent la République du Pérou. Elle est divisée en 13 provinces et 128 districts. Sa capitale et sa cité la plus importante est la ville homonyme de Cajamarca.
Ce département est situé au nord-ouest du pays et confine au nord avec l'Équateur, à l'est avec le département d'Amazonas, au sud avec le département de La Libertad et à l'ouest avec le département de Lambayeque et le département de Piura.
Avec 1 341 012 habitants (en 2017) sur 33 517 km2, c'était le 5e département le plus peuplé et avec une densité de 40,0 le 6e le plus densément peuplé du pays.
Il a été fondé le 11 février 1855.

## Histoire

### Avant leXIVesiècle
On trouve dans la région de Cajamarca (en quechua: Kashamarka) les traces des premiers habitants du Pérou. Ces chasseurs-cueilleurs, ont laissé des vestiges dans les grottes qui leur servaient d'habitation temporaire.
Des traces de cultures pré-Chavín (Xe et IIe siècles av. J.-C.) peuvent être observées dans les sites archéologiques voisins, tels que Cumbe Mayo et Kuntur Wasi.
Une culture spécifique dite « cajamarca » a commencé à s'épanouir, en tant que telle, au cours du premier millénaire après ses débuts vers les IIe et Ier siècles av. J.-C. et a perduré jusqu'à la conquête espagnole au XVe siècle. Elle est connue presque uniquement par ses céramiques fines faites avec une argile blanche - très abondante localement - cuite à haute température (plus de 1 000 °C). À en juger par les restes de Marcahuamachuco, il y avait un vrai raffinement culturel dans la région de Huamachuco et Cajabamba.
Après la conquête Huari (500 apr. J.-C. à 1200 apr. J.-C.), l'un de ses meilleurs centres administratifs, Viracochapampa, y fut établi.
Les plus anciens canaux d'irrigation connus aux Amériques sont situés dans le district de Nanchoc de la province de San Miguel. Les canaux de la vallée de Zaña ont été datés au radiocarbone de 3400 av. J.-C., et datent probablement de 4700 av. J.-C..
Au XVe siècle ce sont les Incas qui ont conquis le territoire, élargissant leur empire. Ils ont établi leur capitale régionale dans ce qui est maintenant Cajamarca. Cette nouvelle province leur a servi de tête de pont vers leurs conquêtes ultérieures.

### Empire Inca
Au XVe siècle ce sont les Incas qui ont conquis le territoire, élargissant leur empire. Ils ont établi leur capitale régionale dans ce qui est maintenant Cajamarca. Cette nouvelle province leur a servi de tête de pont vers leurs conquêtes ultérieures.

### Conquête espagnole

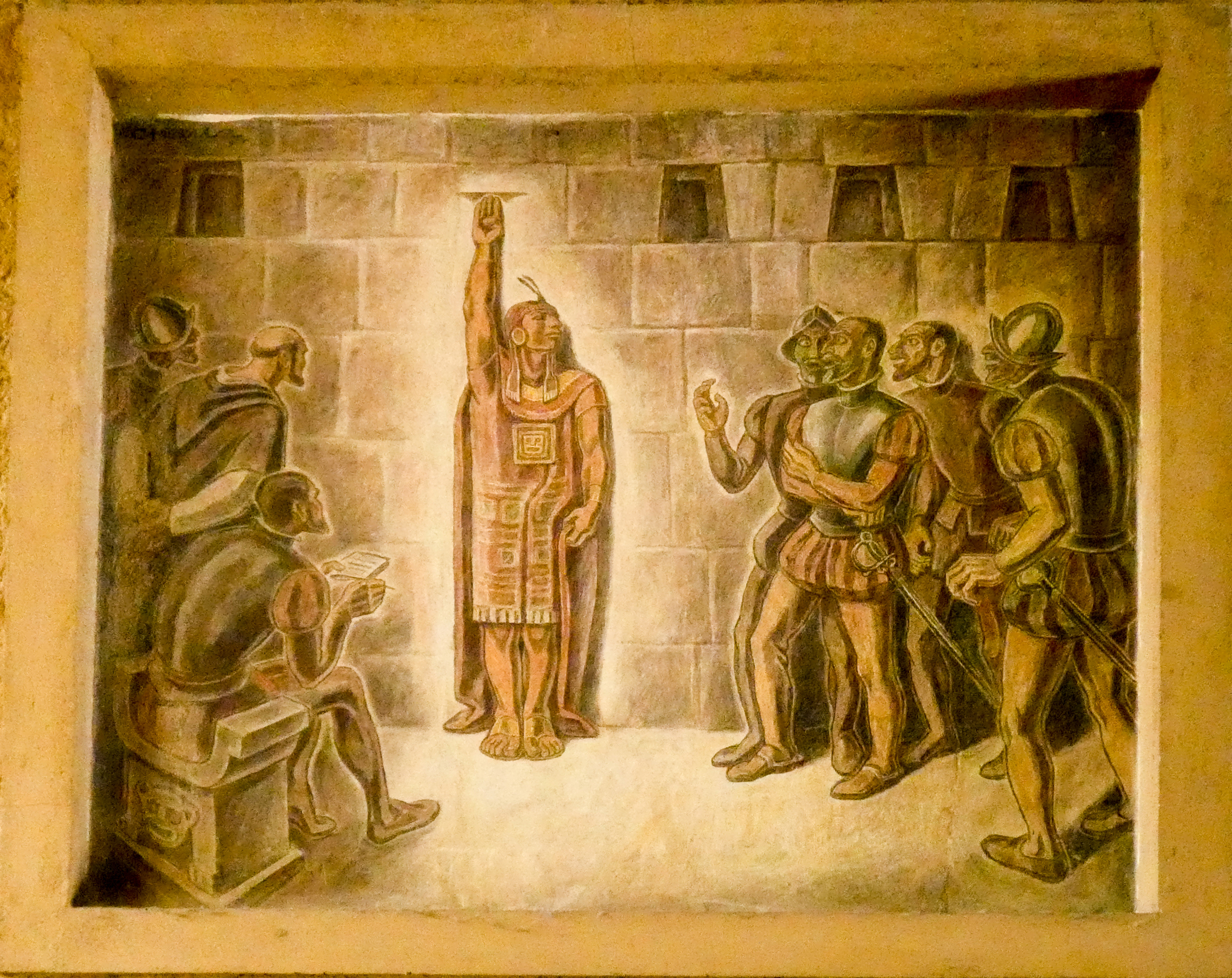
El cuarto del rescate à Cajamarca - Atahualpa montre aux Espagnols qu'il leur donnerait autant d'or et d'argent que pourrait en contenir la chambre jusqu'à cette marque blanche sur le mur.

Cajamarca était depuis longtemps l'une des plus anciennes villes d'Amérique du Sud lorsque les Espagnols sont arrivés.
En 1532, sur sa place principale, l'Inca Atahualpa fut capturé traitreusement.
Il offrit à Francisco Pizarro une grosse rançon pour sa libération. Bien que la rançon ait été payé et rassemblé dans el cuarto del rescate (La chambre de la rançon), Atahualpa est assassiné un an plus tard, les trésors de la nation Inca, tombant aux mains avides des envahisseurs.

### Depuis l'indépendance
Près de trois siècles plus tard, le 2 janvier 1821, Cajamarca proclame son indépendance, peu après Quito et Trujillo.
Le 11 février 1855, à la suite d'une révolution armée menée par Toribio Casanova (es) (1826-1867), Pedro Villanueva et Juan Egúsquiza, la reconnaissance du département de Cajamarca en tant que tel est établie et il devient indépendant du département de La Libertad.
Le 2 mai 1866, l'Espagne tente de regagner son pouvoir sur la république naissante, mais échoue à la bataille de Callao devant les troupes péruviennes commandées par le ministre de la Guerre et de la Marine, José Gálvez Egúsquiza (es) (1819-1866), originaire de Cajamarca.
Plus tard, pendant la guerre du Pacifique opposant Pérou et Bolivie au Chili, plusieurs Cajamarcans ont participé activement, comme le marin Diego Ferré (es) (1844-1879), collaborateur de l'amiral Miguel Grau, à la bataille d'Angamos, ou l'enfant héros, Néstor Batanero à la bataille de San Pablo (es) le 13 juillet 1882.
Au XXe siècle, l'or va jouer à nouveau un rôle primordial dans l'histoire de la région de Cajamarca avec la découverte, en 1980, de la Mine de Yanacocha, à Conga, à 73 km de Cajamarca. Il s'agit de la mine d'or la plus importante de toute l'Amérique du Sud.

## Géographie
Le département de Cajamarca est situé dans la région nord andine, zone de montagnes et de jungle. Il est limité au nord par l'Équateur, au sud par le département de La Libertad, à l'ouest par ceux de  Piura, de Lambayeque et de La Libertad et à l'est par le département d'Amazonas.
Il est compris entre les parallèles 4° 33' et 8° 2' de latitude sud et entre les méridiens 78° 42' et 77° 44' de longitude ouest.
Sa capitale Cajamarca, est située dans la vallée inter-andine du même nom, dominée par la colline de Santa Apolonia. Le département de Cajamarca est actuellement le centre économique, touristique, minier, industriel, commercial et culturel des hautes terres du nord du Pérou.

### Orographie et hydrographie
Cajamarca est le département le plus plat et le plus bas parmi ceux des hauts plateaux péruviens de la cordillère des Andes péruvienne, bien que dans les vallées des Yungas à la fois côtières et fluviales, on rencontre des cañons allant jusqu'à 600 m de profondeur.
Le département compte 17 larges vallées et seulement quelques élévations qui atteignent 3 000 m d'altitude ou plus et ne sont jamais enneigés, comme le Coimolache (4 010 m), El Gavilán (3 050 m), le  Rumi Rumi (4 496 m).
Les villes d'altitude minimum de Nanchoc et La Florida sont respectivement à 420 et 455 m d'altitude respectivement (toutes deux dans la province de San Miguel de Pallaques).
Outre des pentes douces, le Cajamarca offre le plus grand bassin hydrographique du pays au service de l'élevage et de l'agriculture, dont les eaux se jettent dans la rivière Marañón vers l'est et l'océan Pacifique vers l'ouest. Il couvre également de petites portions de la côte dans la partie la plus occidentale de la Contumazá.
Les principaux cours d'eau sont les ríos Marañón, Cajamarquino, Jequetepeque, Condebamba, Crisnejas, Chotano et Huancabamba, la rivière Chancay (ou Chancayano), qui se forme sous ce nom dans la province de Santa Cruz, est à l'origine du barrage de Tinajones dans le département de Lambayeque et sur son cours se trouve l'usine hydroélectrique de Carhuaquero (province de Santa Cruz).

### Climat
En raison de son altitude moyenne élevée, Cajamarca est situé dans la zone dite « Quechua » (entre 2 300 à 3 500 m d'altitude), ce qui détermine que son climat est tempéré, sec, ensoleillé le jour, mais froid la nuit. Sa température annuelle moyenne est de 15,6 °C pendant la saison des pluies de décembre à mars, qui coïncide avec le phénomène cyclique d'El Niño, typique du nord tropical péruvien.
Cependant, dans leurs différentes régions, certaines villes ont un climat tropical. De plus, la proximité à la fois de la côte et de la jungle, sans parler de sa proximité avec la ligne équatoriale, en font le meilleur climat des départements de la Sierra péruvienne.
Il n'y a pas de pics enneigés, mais il y a des forêts subtropicales humides sur le versant oriental, des forêts tropicales subtropicales et sèches sur le versant ouest, le département étant celui qui a le plus haut indice de boisement.

## Division administrative

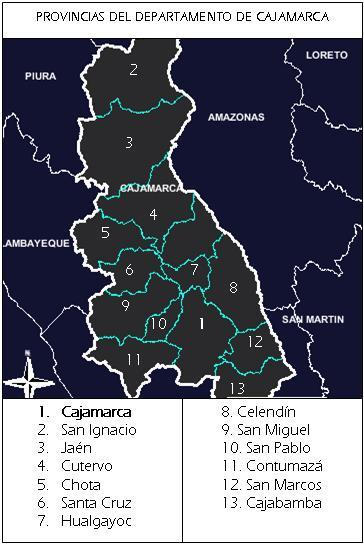
Les provinces de la région de Cajamarca.

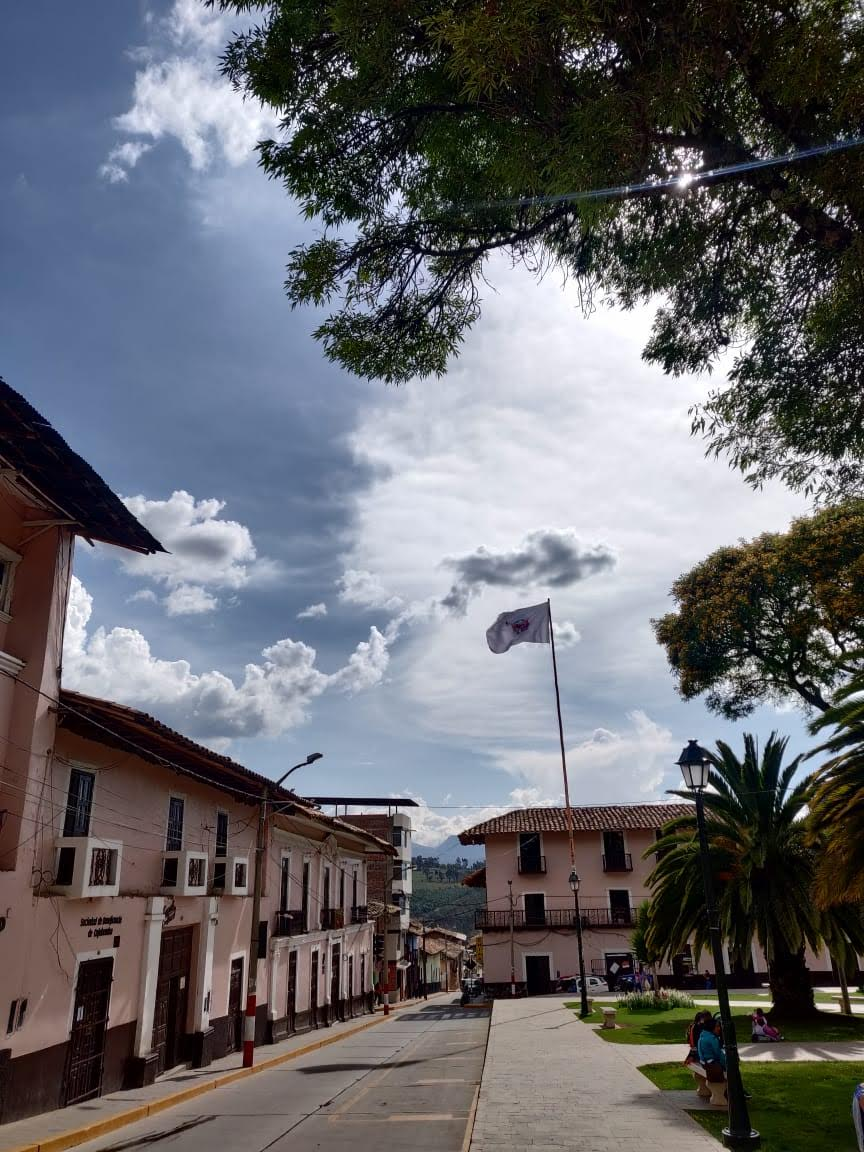
Place d'armes de Cajabamba.

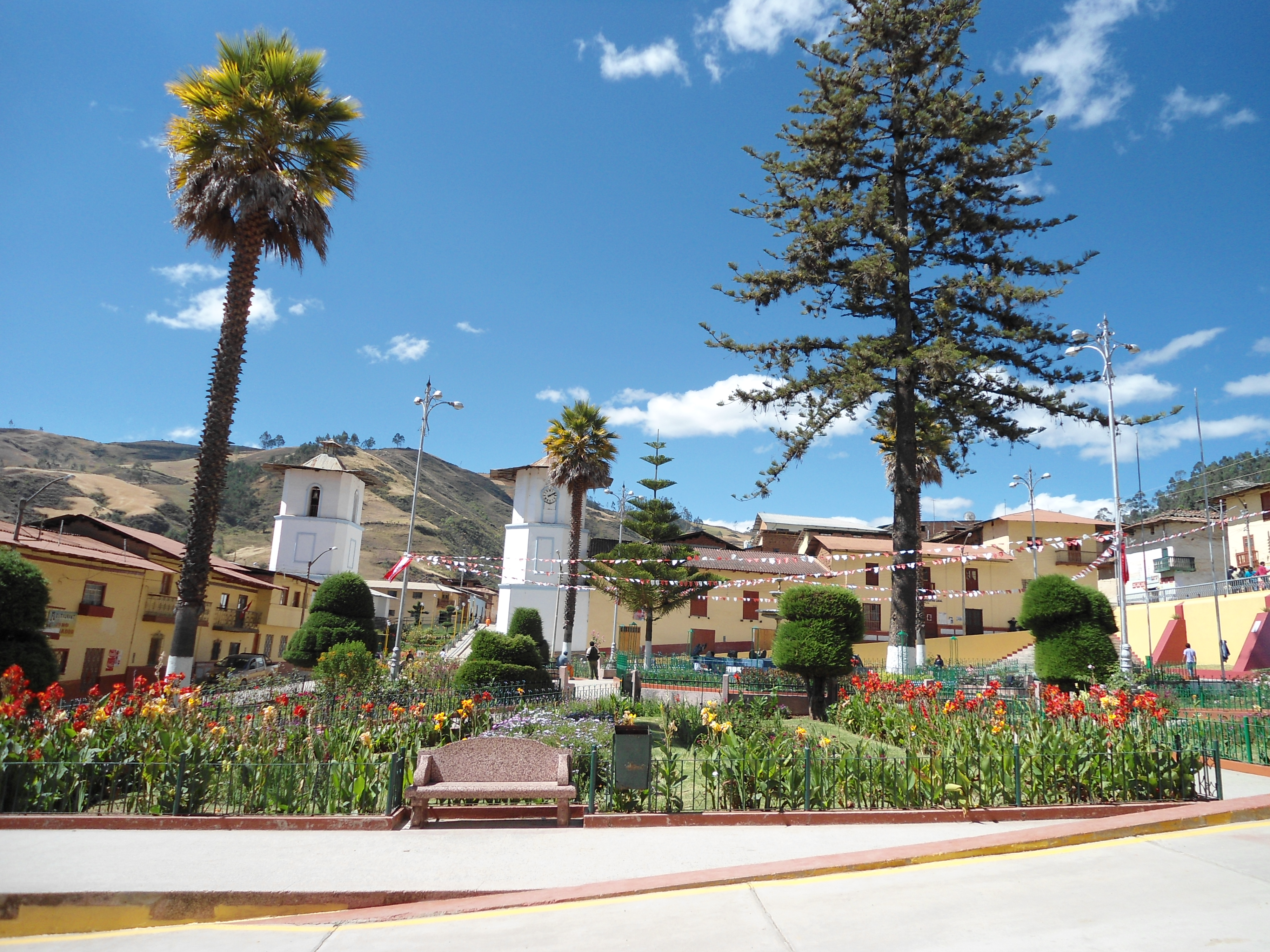
Place d'armes de Contumazá.

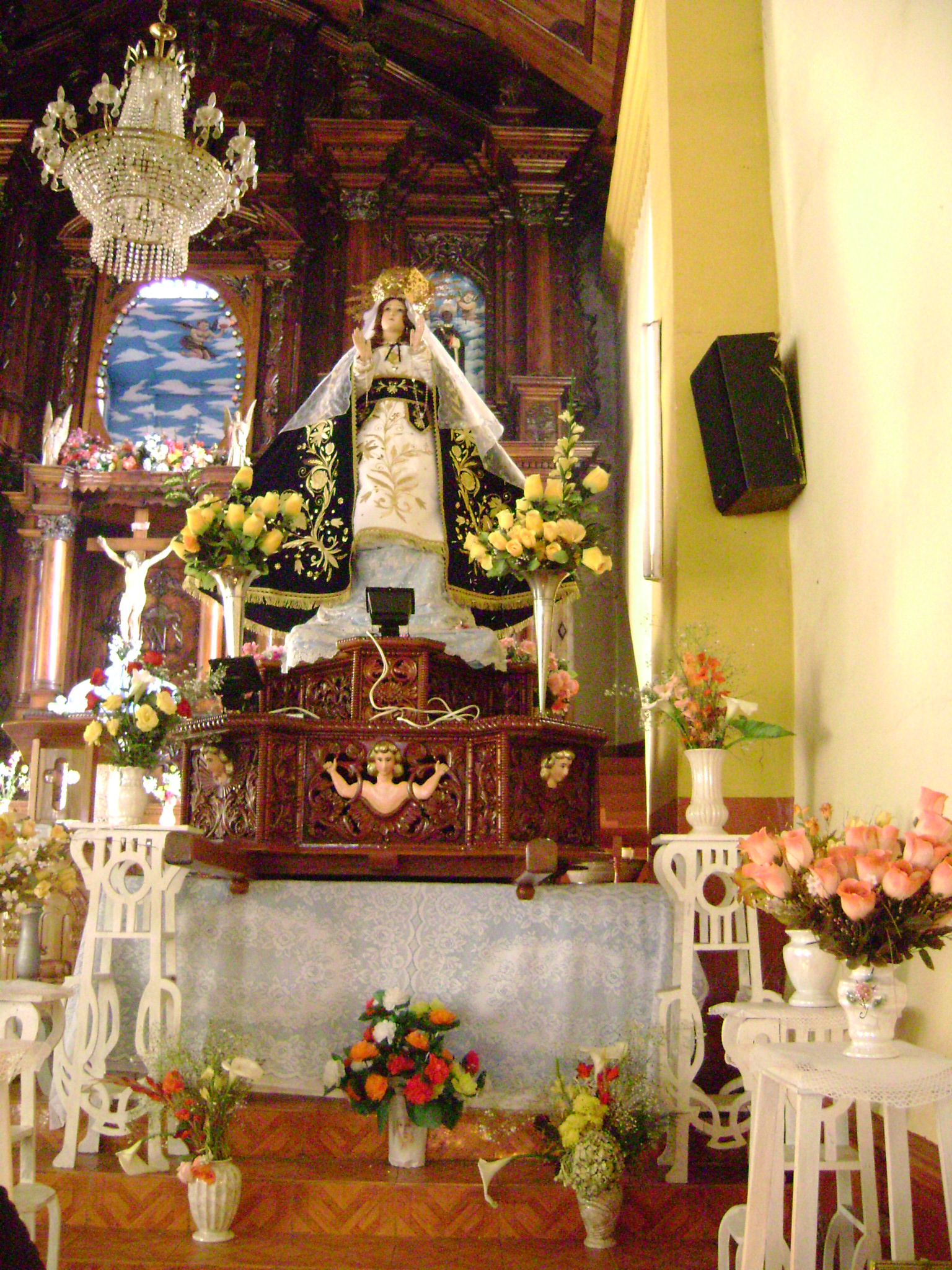
Cathédrale de Cutervo.

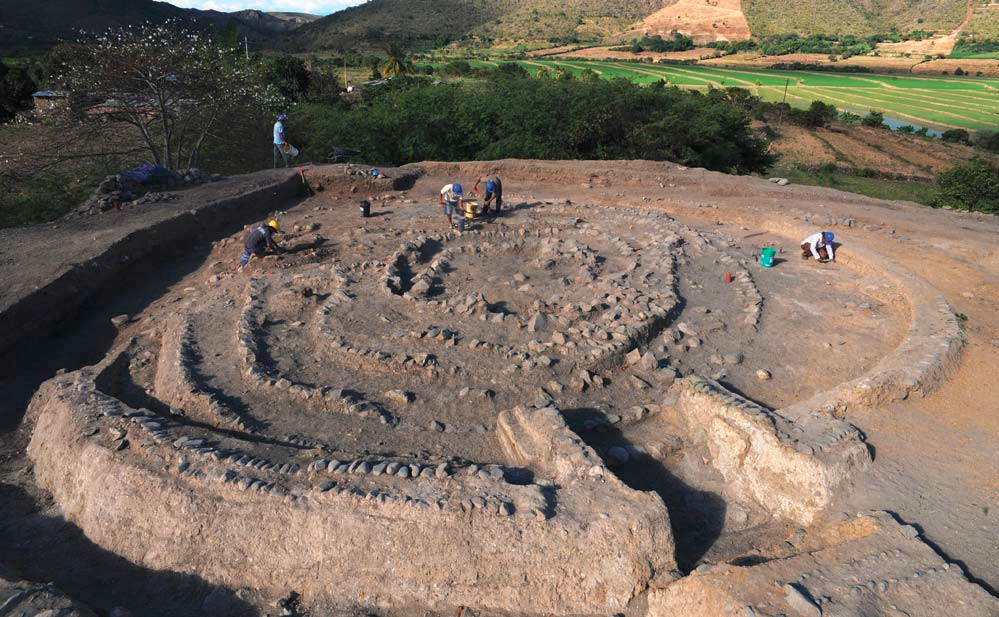
Site archéologique de Montegrande à Jaén.

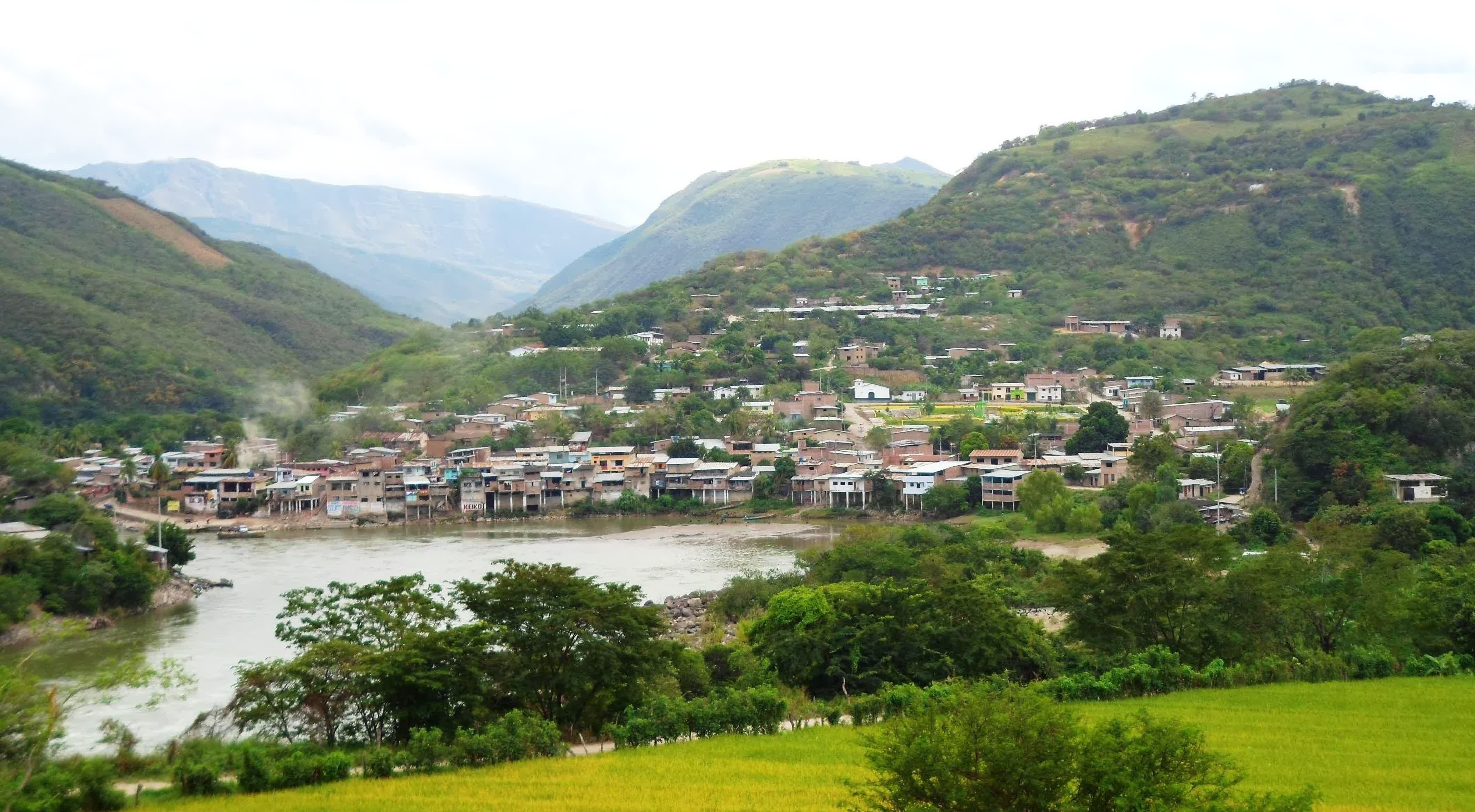
Puerto Ciruelo dans la province de San Ignacio, district de Huarango.

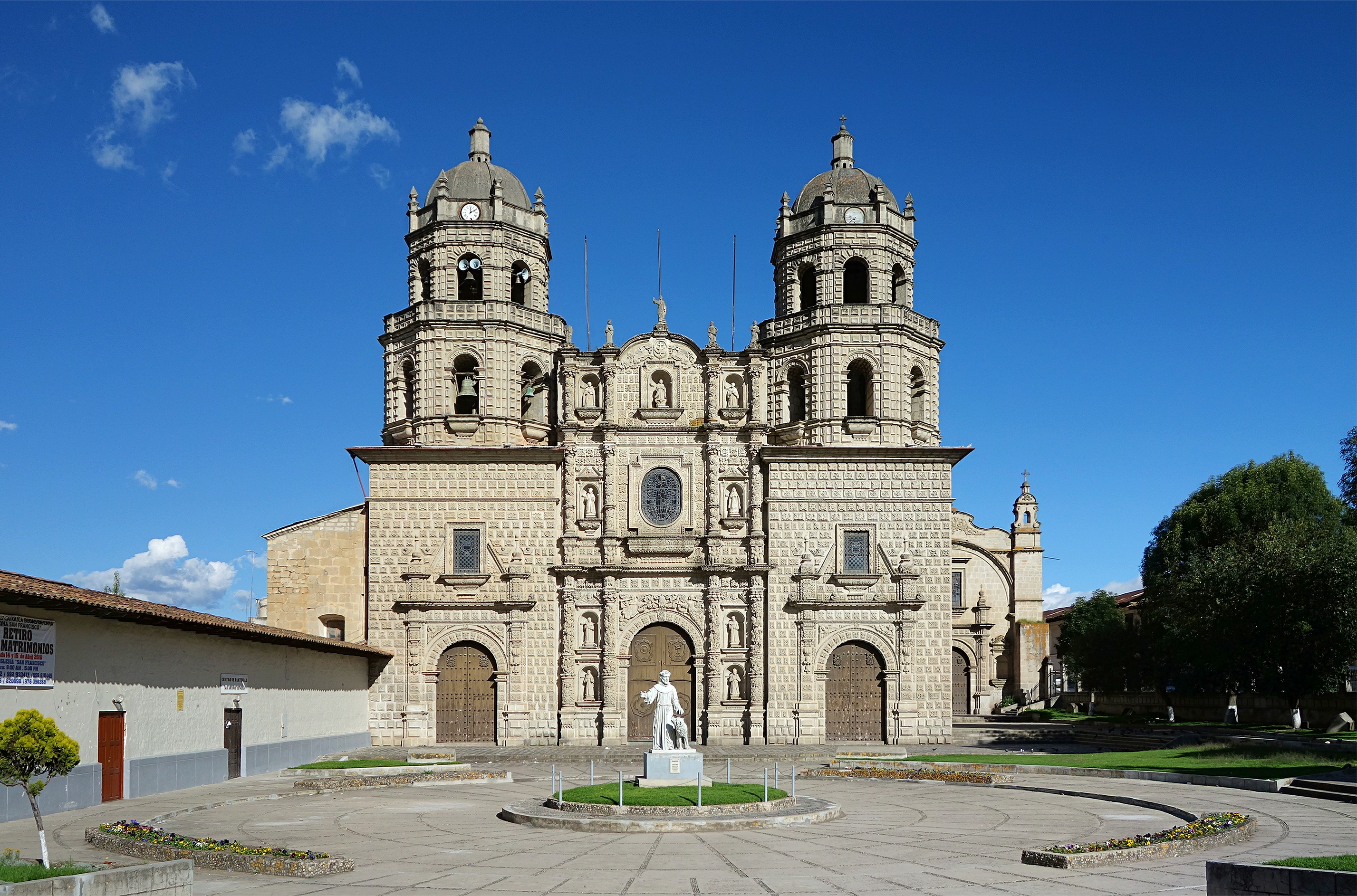
Église St François d'Assise à Cajamarca.

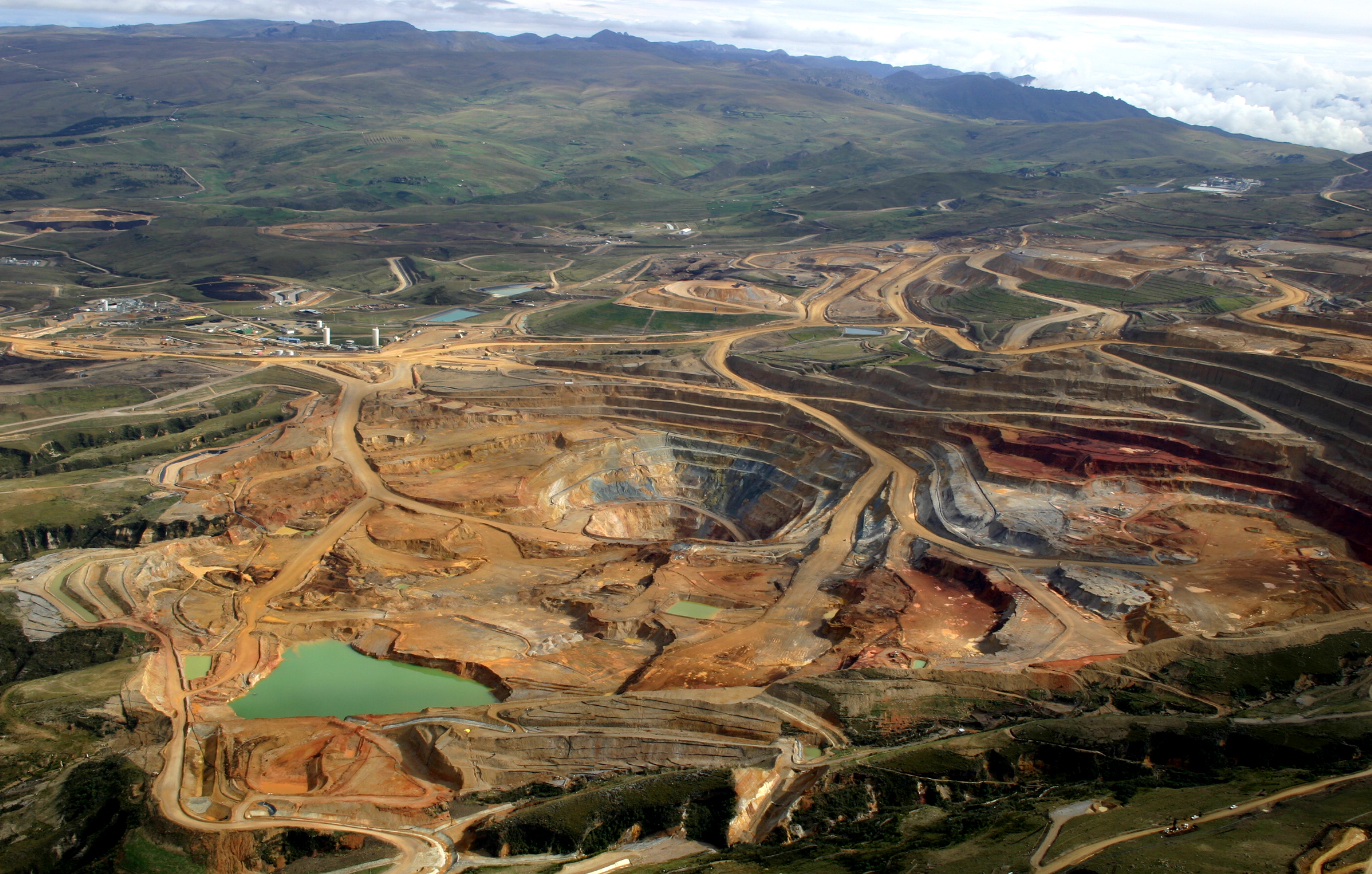
Vue partielle de la mine d'or de Yanacocha - Province de Celendin.

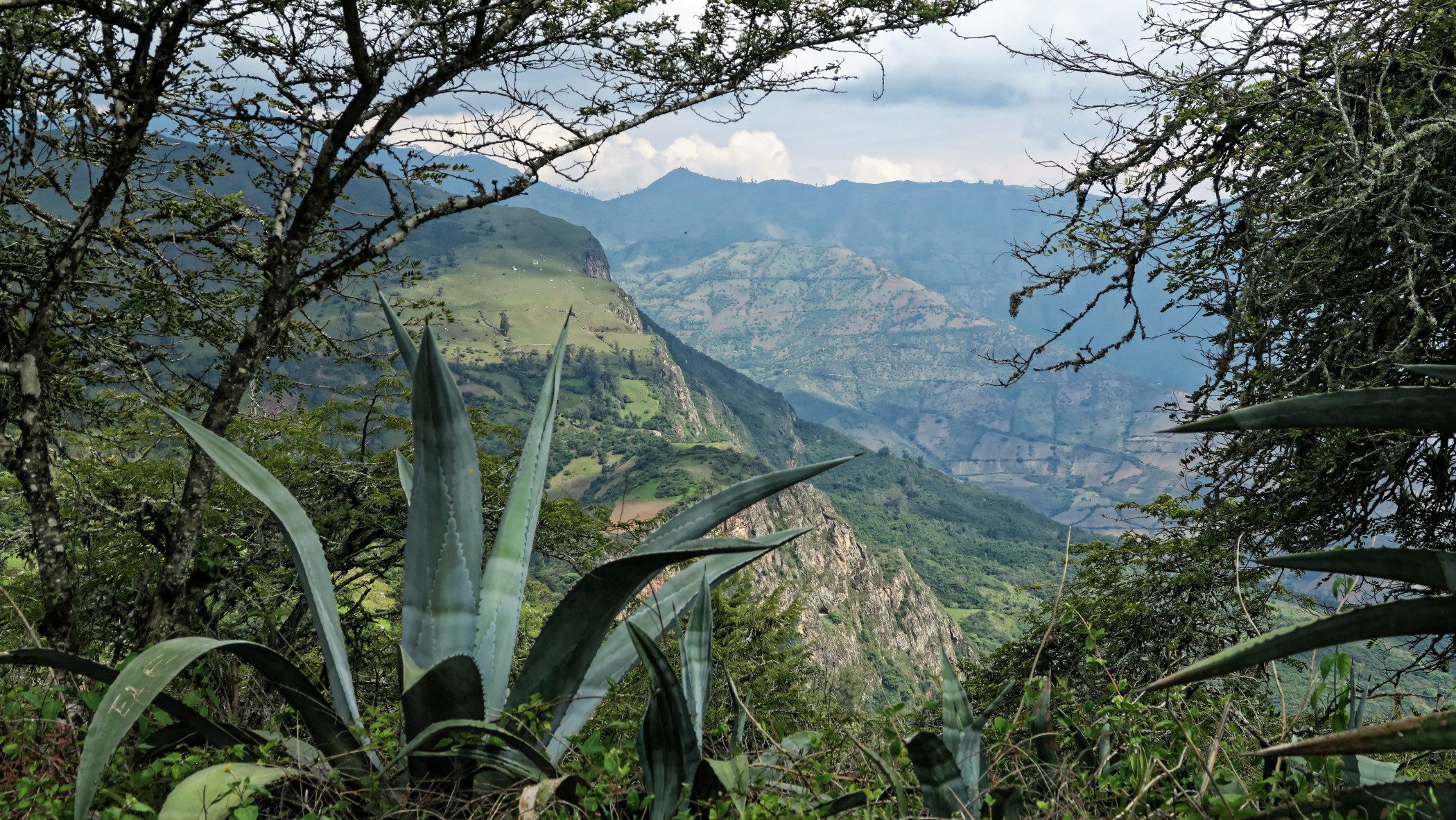
Paysage du Cajamarca.

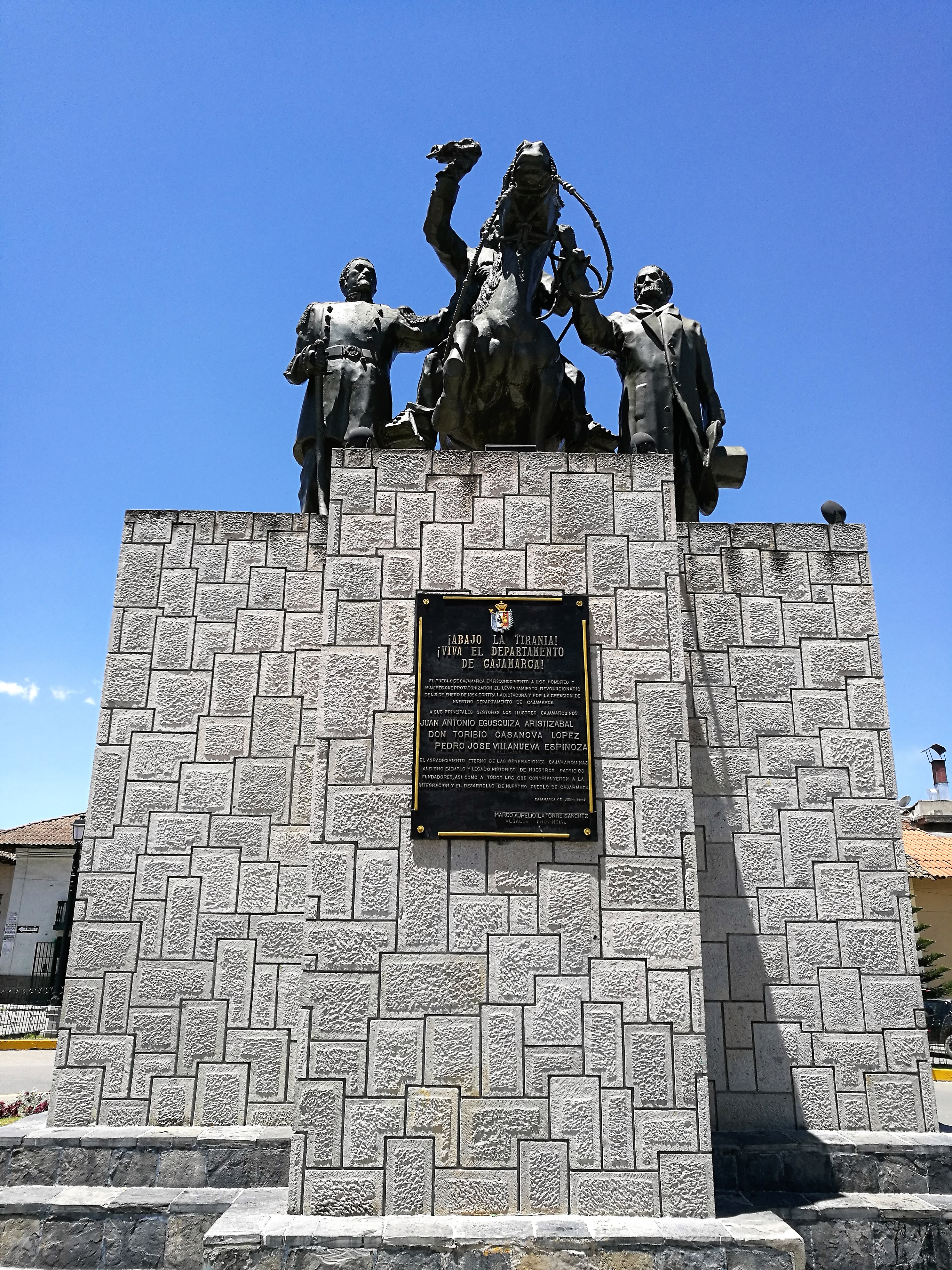
Monument aux héros de l'indépendance du département de 1854.

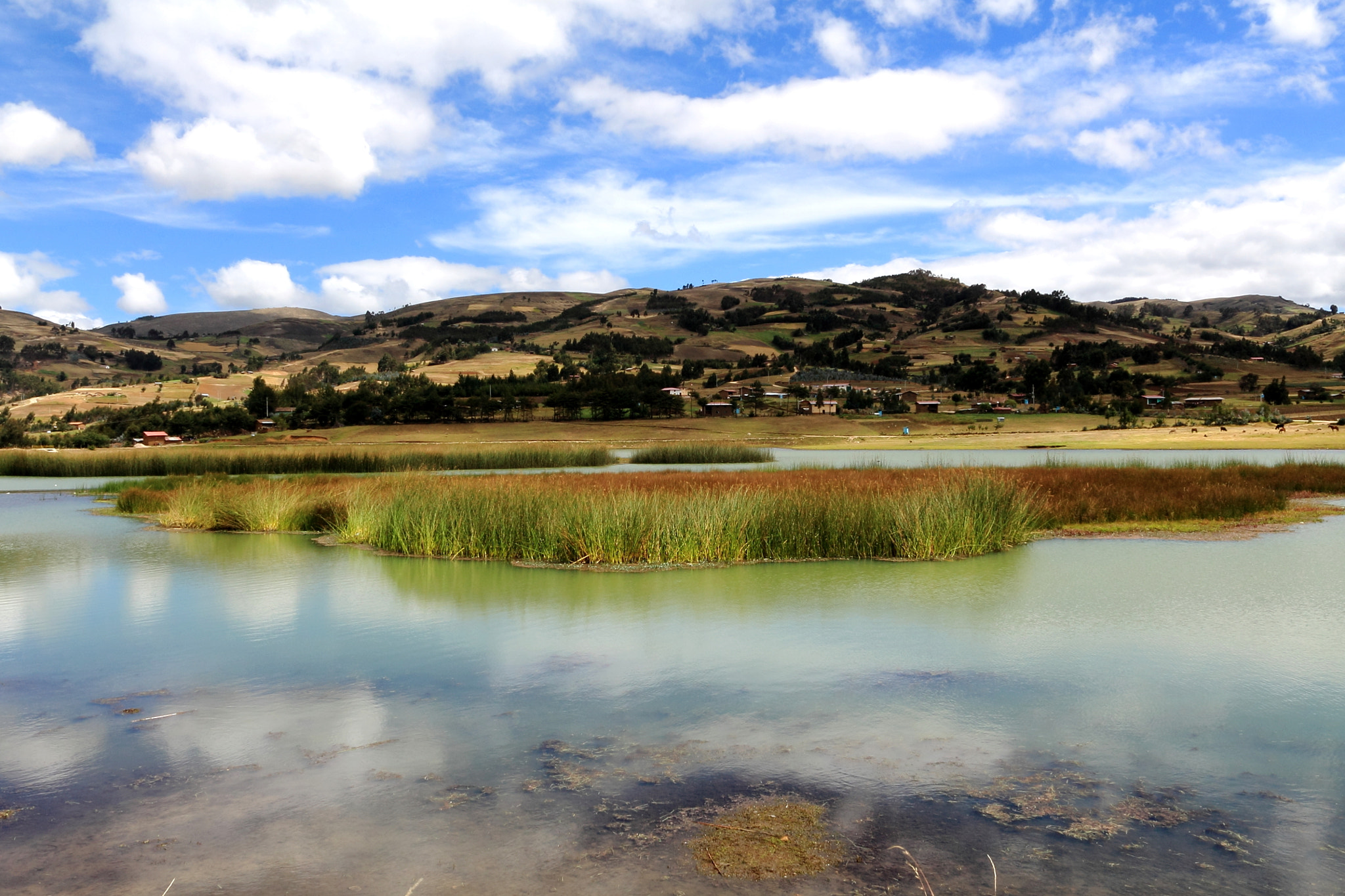
Lac de Chamis à 3000 m d'altitude.

Le département est divisé en 13 provinces, elles-mêmes subdivisées en 127 districts. Avec une superficie de 33 303,78 km2 il représente 2,6 % du territoire national.
| Organisation territoriale de Cajamarca | Organisation territoriale de Cajamarca | Organisation territoriale de Cajamarca | Organisation territoriale de Cajamarca | Organisation territoriale de Cajamarca | Organisation territoriale de Cajamarca | Organisation territoriale de Cajamarca |
| Province                               | Capitale                               | Superficie (km²)                       | Population (2016)                      | Création                               | Altitude (m)                           | District                               |
| -------------------------------------- | -------------------------------------- | -------------------------------------- | -------------------------------------- | -------------------------------------- | -------------------------------------- | -------------------------------------- |
| Province de Cajamarca                  | Cajamarca                              | 2 979,78                               | 390 846                                | 1855                                   | 2719                                   | 1 - Cajamarca                          |
| Province de Cajamarca                  | Cajamarca                              | 2 979,78                               | 390 846                                | 1855                                   | 2719                                   | 2 - Asunción                           |
| Province de Cajamarca                  | Cajamarca                              | 2 979,78                               | 390 846                                | 1855                                   | 2719                                   | 3 - Chetilla                           |
| Province de Cajamarca                  | Cajamarca                              | 2 979,78                               | 390 846                                | 1855                                   | 2719                                   | 4 - Cospán                             |
| Province de Cajamarca                  | Cajamarca                              | 2 979,78                               | 390 846                                | 1855                                   | 2719                                   | 5 - Jesús                              |
| Province de Cajamarca                  | Cajamarca                              | 2 979,78                               | 390 846                                | 1855                                   | 2719                                   | 6 - Llacanora                          |
| Province de Cajamarca                  | Cajamarca                              | 2 979,78                               | 390 846                                | 1855                                   | 2719                                   | 7 - La Encañada                        |
| Province de Cajamarca                  | Cajamarca                              | 2 979,78                               | 390 846                                | 1855                                   | 2719                                   | 8 - Los Baños del Inca                 |
| Province de Cajamarca                  | Cajamarca                              | 2 979,78                               | 390 846                                | 1855                                   | 2719                                   | 9 - Magdalena                          |
| Province de Cajamarca                  | Cajamarca                              | 2 979,78                               | 390 846                                | 1855                                   | 2719                                   | 10 - Matara                            |
| Province de Cajamarca                  | Cajamarca                              | 2 979,78                               | 390 846                                | 1855                                   | 2719                                   | 11 - Namora                            |
| Province de Cajamarca                  | Cajamarca                              | 2 979,78                               | 390 846                                | 1855                                   | 2719                                   | 12 - San Juan                          |
| Province de Cajabamba                  | Cajabamba                              | 1 807,64                               | 80 420                                 | 1839                                   | 2651                                   | 1 - Cajabamba                          |
| Province de Cajabamba                  | Cajabamba                              | 1 807,64                               | 80 420                                 | 1839                                   | 2651                                   | 2 - Cachachi                           |
| Province de Cajabamba                  | Cajabamba                              | 1 807,64                               | 80 420                                 | 1839                                   | 2651                                   | 3 - Condebamba                         |
| Province de Cajabamba                  | Cajabamba                              | 1 807,64                               | 80 420                                 | 1839                                   | 2651                                   | 4 - Sitacocha                          |
| Province de Celendin                   | Celendin                               | 2 641,59                               | 95 843                                 | 1862                                   | 2645                                   | 1 - Celendín                           |
| Province de Celendin                   | Celendin                               | 2 641,59                               | 95 843                                 | 1862                                   | 2645                                   | 2 - Chúmuch                            |
| Province de Celendin                   | Celendin                               | 2 641,59                               | 95 843                                 | 1862                                   | 2645                                   | 3 - Cortegana                          |
| Province de Celendin                   | Celendin                               | 2 641,59                               | 95 843                                 | 1862                                   | 2645                                   | 4 - Huasmín                            |
| Province de Celendin                   | Celendin                               | 2 641,59                               | 95 843                                 | 1862                                   | 2645                                   | 5 - Jorge Chávez                       |
| Province de Celendin                   | Celendin                               | 2 641,59                               | 95 843                                 | 1862                                   | 2645                                   | 6 - José Gálvez                        |
| Province de Celendin                   | Celendin                               | 2 641,59                               | 95 843                                 | 1862                                   | 2645                                   | 7 - La Libertad de Pallán              |
| Province de Celendin                   | Celendin                               | 2 641,59                               | 95 843                                 | 1862                                   | 2645                                   | 8 - Miguel Iglesias                    |
| Province de Celendin                   | Celendin                               | 2 641,59                               | 95 843                                 | 1862                                   | 2645                                   | 9 - Oxamarca                           |
| Province de Celendin                   | Celendin                               | 2 641,59                               | 95 843                                 | 1862                                   | 2645                                   | 10 - Sorochuco                         |
| Province de Celendin                   | Celendin                               | 2 641,59                               | 95 843                                 | 1862                                   | 2645                                   | 11 - Sucre                             |
| Province de Celendin                   | Celendin                               | 2 641,59                               | 95 843                                 | 1862                                   | 2645                                   | 12 - Utco                              |
| Province de Chota                      | Chota                                  | 3 795,10                               | 164 599                                | 1821                                   | 2387                                   | 1 - Chota                              |
| Province de Chota                      | Chota                                  | 3 795,10                               | 164 599                                | 1821                                   | 2387                                   | 2 - Anguía                             |
| Province de Chota                      | Chota                                  | 3 795,10                               | 164 599                                | 1821                                   | 2387                                   | 3 - Chadín                             |
| Province de Chota                      | Chota                                  | 3 795,10                               | 164 599                                | 1821                                   | 2387                                   | 4 - Chalamarca                         |
| Province de Chota                      | Chota                                  | 3 795,10                               | 164 599                                | 1821                                   | 2387                                   | 5 - Chiguirip                          |
| Province de Chota                      | Chota                                  | 3 795,10                               | 164 599                                | 1821                                   | 2387                                   | 6 - Chimbán                            |
| Province de Chota                      | Chota                                  | 3 795,10                               | 164 599                                | 1821                                   | 2387                                   | 7 - Choropampa                         |
| Province de Chota                      | Chota                                  | 3 795,10                               | 164 599                                | 1821                                   | 2387                                   | 8 - Cochabamba                         |
| Province de Chota                      | Chota                                  | 3 795,10                               | 164 599                                | 1821                                   | 2387                                   | 9 - Conchán                            |
| Province de Chota                      | Chota                                  | 3 795,10                               | 164 599                                | 1821                                   | 2387                                   | 10 - Huambos                           |
| Province de Chota                      | Chota                                  | 3 795,10                               | 164 599                                | 1821                                   | 2387                                   | 11 - Lajas                             |
| Province de Chota                      | Chota                                  | 3 795,10                               | 164 599                                | 1821                                   | 2387                                   | 12 - Llama                             |
| Province de Chota                      | Chota                                  | 3 795,10                               | 164 599                                | 1821                                   | 2387                                   | 13 - Miracosta                         |
| Province de Chota                      | Chota                                  | 3 795,10                               | 164 599                                | 1821                                   | 2387                                   | 14 - Paccha                            |
| Province de Chota                      | Chota                                  | 3 795,10                               | 164 599                                | 1821                                   | 2387                                   | 15 - Pion                              |
| Province de Chota                      | Chota                                  | 3 795,10                               | 164 599                                | 1821                                   | 2387                                   | 16 - Querocoto                         |
| Province de Chota                      | Chota                                  | 3 795,10                               | 164 599                                | 1821                                   | 2387                                   | 17 - San Juan de Licupis               |
| Province de Chota                      | Chota                                  | 3 795,10                               | 164 599                                | 1821                                   | 2387                                   | 18 - Tacabamba                         |
| Province de Chota                      | Chota                                  | 3 795,10                               | 164 599                                | 1821                                   | 2387                                   | 19 - Tocmoche                          |
| Province de Contumazá                  | Contumazá                              | 2 070,33                               | 31 871                                 | 1872                                   | 2647                                   | 1 - Contumazá                          |
| Province de Contumazá                  | Contumazá                              | 2 070,33                               | 31 871                                 | 1872                                   | 2647                                   | 2 - Chilete                            |
| Province de Contumazá                  | Contumazá                              | 2 070,33                               | 31 871                                 | 1872                                   | 2647                                   | 3 - Cupisnique                         |
| Province de Contumazá                  | Contumazá                              | 2 070,33                               | 31 871                                 | 1872                                   | 2647                                   | 4 - Guzmango                           |
| Province de Contumazá                  | Contumazá                              | 2 070,33                               | 31 871                                 | 1872                                   | 2647                                   | 5 - San Benito                         |
| Province de Contumazá                  | Contumazá                              | 2 070,33                               | 31 871                                 | 1872                                   | 2647                                   | 6 - Santa Cruz de Toledo               |
| Province de Contumazá                  | Contumazá                              | 2 070,33                               | 31 871                                 | 1872                                   | 2647                                   | 7 - Tantarica                          |
| Province de Contumazá                  | Contumazá                              | 2 070,33                               | 31 871                                 | 1872                                   | 2647                                   | 8 - Yonán                              |
| Province de Cutervo                    | Cutervo                                | 3 028,46                               | 140 458                                | 1910                                   | 2628                                   | 1 - Cutervo                            |
| Province de Cutervo                    | Cutervo                                | 3 028,46                               | 140 458                                | 1910                                   | 2628                                   | 2 - Calláyuc                           |
| Province de Cutervo                    | Cutervo                                | 3 028,46                               | 140 458                                | 1910                                   | 2628                                   | 3 - Choros                             |
| Province de Cutervo                    | Cutervo                                | 3 028,46                               | 140 458                                | 1910                                   | 2628                                   | 4 - Cujillo                            |
| Province de Cutervo                    | Cutervo                                | 3 028,46                               | 140 458                                | 1910                                   | 2628                                   | 5 - La Ramada                          |
| Province de Cutervo                    | Cutervo                                | 3 028,46                               | 140 458                                | 1910                                   | 2628                                   | 6 - Pimpingos                          |
| Province de Cutervo                    | Cutervo                                | 3 028,46                               | 140 458                                | 1910                                   | 2628                                   | 7 - Querocotillo                       |
| Province de Cutervo                    | Cutervo                                | 3 028,46                               | 140 458                                | 1910                                   | 2628                                   | 8 - San Andrés de Cutervo              |
| Province de Cutervo                    | Cutervo                                | 3 028,46                               | 140 458                                | 1910                                   | 2628                                   | 9 - San Juan de Cutervo                |
| Province de Cutervo                    | Cutervo                                | 3 028,46                               | 140 458                                | 1910                                   | 2628                                   | 10 - San Luis de Lucma                 |
| Province de Cutervo                    | Cutervo                                | 3 028,46                               | 140 458                                | 1910                                   | 2628                                   | 11 - Santa Cruz                        |
| Province de Cutervo                    | Cutervo                                | 3 028,46                               | 140 458                                | 1910                                   | 2628                                   | 12 - Santo Domingo de la Capilla       |
| Province de Cutervo                    | Cutervo                                | 3 028,46                               | 140 458                                | 1910                                   | 2628                                   | 13 - Santo Tomás                       |
| Province de Cutervo                    | Cutervo                                | 3 028,46                               | 140 458                                | 1910                                   | 2628                                   | 14 - Socota                            |
| Province de Cutervo                    | Cutervo                                | 3 028,46                               | 140 458                                | 1910                                   | 2628                                   | 15 - Toribio Casanova                  |
| Province de Hualgayoc                  | Bambamarca                             | 777,15                                 | 102 765                                | 1870                                   | 2580                                   | 1 - Bambamarca                         |
| Province de Hualgayoc                  | Bambamarca                             | 777,15                                 | 102 765                                | 1870                                   | 2580                                   | 2 - Chugur                             |
| Province de Hualgayoc                  | Bambamarca                             | 777,15                                 | 102 765                                | 1870                                   | 2580                                   | 3 - Hualgayoc                          |
| Province de Jaén                       | Jaén (Pérou)                           | 5 232,57                               | 199 420                                | 1828                                   | 753                                    | 1 - Jaén                               |
| Province de Jaén                       | Jaén (Pérou)                           | 5 232,57                               | 199 420                                | 1828                                   | 753                                    | 2 - Bellavista                         |
| Province de Jaén                       | Jaén (Pérou)                           | 5 232,57                               | 199 420                                | 1828                                   | 753                                    | 3 - Chontalí                           |
| Province de Jaén                       | Jaén (Pérou)                           | 5 232,57                               | 199 420                                | 1828                                   | 753                                    | 4 - Colasay                            |
| Province de Jaén                       | Jaén (Pérou)                           | 5 232,57                               | 199 420                                | 1828                                   | 753                                    | 5 - Huabal                             |
| Province de Jaén                       | Jaén (Pérou)                           | 5 232,57                               | 199 420                                | 1828                                   | 753                                    | 6 - Las Pirias                         |
| Province de Jaén                       | Jaén (Pérou)                           | 5 232,57                               | 199 420                                | 1828                                   | 753                                    | 7 - Pomahuaca                          |
| Province de Jaén                       | Jaén (Pérou)                           | 5 232,57                               | 199 420                                | 1828                                   | 753                                    | 8 - Pucará                             |
| Province de Jaén                       | Jaén (Pérou)                           | 5 232,57                               | 199 420                                | 1828                                   | 753                                    | 9 - Sallique                           |
| Province de Jaén                       | Jaén (Pérou)                           | 5 232,57                               | 199 420                                | 1828                                   | 753                                    | 10 - San Felipe                        |
| Province de Jaén                       | Jaén (Pérou)                           | 5 232,57                               | 199 420                                | 1828                                   | 753                                    | 11 - San José del Alto                 |
| Province de Jaén                       | Jaén (Pérou)                           | 5 232,57                               | 199 420                                | 1828                                   | 753                                    | 12 - Santa Rosa                        |
| Province de San Ignacio                | San Ignacio de la Frontera             | 4 977,08                               | 148 955                                | 1965                                   | 1303                                   | 1 - San Ignacio                        |
| Province de San Ignacio                | San Ignacio de la Frontera             | 4 977,08                               | 148 955                                | 1965                                   | 1303                                   | 2 - Chirinos                           |
| Province de San Ignacio                | San Ignacio de la Frontera             | 4 977,08                               | 148 955                                | 1965                                   | 1303                                   | 3 - Huarango                           |
| Province de San Ignacio                | San Ignacio de la Frontera             | 4 977,08                               | 148 955                                | 1965                                   | 1303                                   | 4 - La Coipa                           |
| Province de San Ignacio                | San Ignacio de la Frontera             | 4 977,08                               | 148 955                                | 1965                                   | 1303                                   | 5 - Namballe                           |
| Province de San Ignacio                | San Ignacio de la Frontera             | 4 977,08                               | 148 955                                | 1965                                   | 1303                                   | 6 - San José de Lourdes                |
| Province de San Ignacio                | San Ignacio de la Frontera             | 4 977,08                               | 148 955                                | 1965                                   | 1303                                   | 7 - Tabaconas                          |
| Province de San Marcos                 | San Marcos                             | 1 362,32                               | 54 563                                 | 1982                                   | 2252                                   | 1 - Pedro Gálvez                       |
| Province de San Marcos                 | San Marcos                             | 1 362,32                               | 54 563                                 | 1982                                   | 2252                                   | 2 - Chancay                            |
| Province de San Marcos                 | San Marcos                             | 1 362,32                               | 54 563                                 | 1982                                   | 2252                                   | 3 - Eduardo Villanueva                 |
| Province de San Marcos                 | San Marcos                             | 1 362,32                               | 54 563                                 | 1982                                   | 2252                                   | 4 - Gregorio Pita                      |
| Province de San Marcos                 | San Marcos                             | 1 362,32                               | 54 563                                 | 1982                                   | 2252                                   | 5 - Ichocán                            |
| Province de San Marcos                 | San Marcos                             | 1 362,32                               | 54 563                                 | 1982                                   | 2252                                   | 6 - José Manuel Quiroz                 |
| Province de San Marcos                 | San Marcos                             | 1 362,32                               | 54 563                                 | 1982                                   | 2252                                   | 7 - José Sabogal                       |
| Province de San Miguel                 | San Miguel de Pallaques                | 2 542,08                               | 55 588                                 | 1964                                   | 2659                                   | 1 - San Miguel                         |
| Province de San Miguel                 | San Miguel de Pallaques                | 2 542,08                               | 55 588                                 | 1964                                   | 2659                                   | 2 - Bolívar                            |
| Province de San Miguel                 | San Miguel de Pallaques                | 2 542,08                               | 55 588                                 | 1964                                   | 2659                                   | 3 - Calquis                            |
| Province de San Miguel                 | San Miguel de Pallaques                | 2 542,08                               | 55 588                                 | 1964                                   | 2659                                   | 4 - Catilluc                           |
| Province de San Miguel                 | San Miguel de Pallaques                | 2 542,08                               | 55 588                                 | 1964                                   | 2659                                   | 5 - El Prado                           |
| Province de San Miguel                 | San Miguel de Pallaques                | 2 542,08                               | 55 588                                 | 1964                                   | 2659                                   | 6 - La Florida                         |
| Province de San Miguel                 | San Miguel de Pallaques                | 2 542,08                               | 55 588                                 | 1964                                   | 2659                                   | 7 - Llapa                              |
| Province de San Miguel                 | San Miguel de Pallaques                | 2 542,08                               | 55 588                                 | 1964                                   | 2659                                   | 8 - Nanchoc                            |
| Province de San Miguel                 | San Miguel de Pallaques                | 2 542,08                               | 55 588                                 | 1964                                   | 2659                                   | 9 - Niepos                             |
| Province de San Miguel                 | San Miguel de Pallaques                | 2 542,08                               | 55 588                                 | 1964                                   | 2659                                   | 10 - San Gregorio                      |
| Province de San Miguel                 | San Miguel de Pallaques                | 2 542,08                               | 55 588                                 | 1964                                   | 2659                                   | 11 - San Silvestre de Conchán          |
| Province de San Miguel                 | San Miguel de Pallaques                | 2 542,08                               | 55 588                                 | 1964                                   | 2659                                   | 12 - Tongod                            |
| Province de San Miguel                 | San Miguel de Pallaques                | 2 542,08                               | 55 588                                 | 1964                                   | 2659                                   | 13 - Unión Agua Blanca                 |
| Province de San Pablo                  | San Pablo                              | 672,29                                 | 23 255                                 | 1981                                   | 2381                                   | 1 - San Pablo                          |
| Province de San Pablo                  | San Pablo                              | 672,29                                 | 23 255                                 | 1981                                   | 2381                                   | 2 - San Bernardino                     |
| Province de San Pablo                  | San Pablo                              | 672,29                                 | 23 255                                 | 1981                                   | 2381                                   | 3 - San Luis                           |
| Province de San Pablo                  | San Pablo                              | 672,29                                 | 23 255                                 | 1981                                   | 2381                                   | 4 - Tumbadén                           |
| Province de Santa Cruz                 | Santa Cruz de Succhabamba              | 1 417,39                               | 45 200                                 | 1950                                   | 2034                                   | 1 - Santa Cruz                         |
| Province de Santa Cruz                 | Santa Cruz de Succhabamba              | 1 417,39                               | 45 200                                 | 1950                                   | 2034                                   | 2 - Andabamba                          |
| Province de Santa Cruz                 | Santa Cruz de Succhabamba              | 1 417,39                               | 45 200                                 | 1950                                   | 2034                                   | 3 - Catache                            |
| Province de Santa Cruz                 | Santa Cruz de Succhabamba              | 1 417,39                               | 45 200                                 | 1950                                   | 2034                                   | 4 - Chancaybaños                       |
| Province de Santa Cruz                 | Santa Cruz de Succhabamba              | 1 417,39                               | 45 200                                 | 1950                                   | 2034                                   | 5 - La Esperanza                       |
| Province de Santa Cruz                 | Santa Cruz de Succhabamba              | 1 417,39                               | 45 200                                 | 1950                                   | 2034                                   | 6 - Ninabamba                          |
| Province de Santa Cruz                 | Santa Cruz de Succhabamba              | 1 417,39                               | 45 200                                 | 1950                                   | 2034                                   | 7 - Pulán                              |
| Province de Santa Cruz                 | Santa Cruz de Succhabamba              | 1 417,39                               | 45 200                                 | 1950                                   | 2034                                   | 8 - Saucepampa                         |
| Province de Santa Cruz                 | Santa Cruz de Succhabamba              | 1 417,39                               | 45 200                                 | 1950                                   | 2034                                   | 9 - Sexi                               |
| Province de Santa Cruz                 | Santa Cruz de Succhabamba              | 1 417,39                               | 45 200                                 | 1950                                   | 2034                                   | 10 - Uticyacu                          |
| Province de Santa Cruz                 | Santa Cruz de Succhabamba              | 1 417,39                               | 45 200                                 | 1950                                   | 2034                                   | 11 - Yauyucan                          |
|                                        | Total                                  | 33 303,78                              | 1 533 783                              |                                        |                                        | 127                                    |

| Piura (département)       | Équateur                  | Amazonas (Pérou)          |
| Lambayeque (département)  | Département de Cajamarca  | Amazonas (Pérou)          |
| La Libertad (département) | La Libertad (département) | La Libertad (département) |

### Autorités départementales

#### Régionales
Comme dans les autres régions du pays, le département de Cajamarca a son propre gouvernement régional composé d'un président régional, d'un vice-président régional et de seize conseillers provinciaux (un pour chaque province plus de trois pour les communautés autochtones).
2019-2022
- Gouverneur régional : Mesías Guevara Amasifuén, de l'Action populaire.
- Vice-gouverneur régional :  Angélica Bazán Chavarry (Action populaire)

Conseillers :
Cajamarca:
- María Cristina Chambizea Reyes (Front régional de Cajamarca)
- Ludgerio Abanto Albarrán (Action populaire)
- Godo Manuel Vásquez Becerra (Alliance pour le progrès)

Cajabamba: Martha Beatriz Martínez Merino (Alliance pour le progrès)
Celendín: Milton Willams Becerra Terrones (Alliance pour le progrès)
Contumazá: Ernesto Samuel Vigo Soriano (Alliance pour le progrès)
Cutervo: Jaime Terrones Pardo (Cajamarca toujours vert)
Chota:
- Edgar Marco Fernández Mego (Action populaire)
- Oscar Sánchez Ruiz (Alliance pour le progrès)

Hualgayoc: Gilberto Regalado Bustamante (Alliance pour le progrès)
Jaén:
- Fernando Tomas Fernández Damián (Action populaire)
- Wincler Almanzor Delgado Monteza (Alliance pour le progrès)

Santa Cruz: Julio Franco Anchay Santa Cruz (Cajamarca toujours vert)
San Miguel: Guillermo Espinoza Rodas (Alliance pour le progrès)
San Ignacio:
- Antonio Córdova López (Mouvement pour l'affirmation sociale)
- Joel Alex Campos Flores (Action populaire)
- James Tirado Lara (Cajamarca toujours vert)

San Marcos: Ricardo Renán Carrera Ríos (Alliance pour le progrès)
Saint Paul: Ivan Mikael Cáceres Vigo (Alliance pour le progrès)

#### Religieuses
Évêque de Cajamarca: Monseigneur José Carmelo Martínez Lázaro (2004 -).

## Démographie

### Groupes ethniques
Groupes ethniques (désignations péruviennes)
- Métis (76,4 %)
- Blancs (7,5 %)
- Quechuas (6,2 %)
- Descendants d'africains (5,8 %)
- Autres (4,1 %)

Le département de Cajamarca, contrairement aux autres départements des hauts plateaux péruviens, est un mélange ethnique de plusieurs groupes.
À l'origine il y a les descendants des Cupisniques et des Caxamarcas qui prédominent dans les provinces de Contumazá, San Pablo, Cajamarca et San Miguel. Il y a aussi les cañaris originaires du sud de Guayaquil que l'on trouve dans les zones de Llapa, Porcón et Cumbe Mayo (17 %).
Les descendants d'Espagnols andalous et surtout du nord de l'Espagne (Asturies) peuplent les provinces de Cutervo, Chota, Cajamarca, San Marcos, Cajabamba, San Miguel, Celendín et Hualgayoc. Ils constituent la majorité de la population (45 % de tous les groupes ethniques).
Vers la région de Celendín, il y a une grande proportion de descendants d'Andalous, de Galiciens, d'Estrémadure, de Galicien-Portugais (la seule ville du Pérou, fondée par des Espagnols et des Portugais) et, dans une moindre mesure, des descendants de Maures et de Juifs séfarades (ces derniers étaient convertis dans la colonie).
Un groupe populairement appelé shilicos, qui s'est répandu dans une grande partie des hauts plateaux du nord du Pérou, se situe également dans le district de Contumazá de la province du même nom. Il y a 88 % de descendants espagnols de Castille - La Manche, Andalousie et Estrémadure, représentant la majorité de la population de ces provinces, en plus des populations d'origine Aguaruna (12 %), Campa et Shipibo qui se trouvent entre San Ignacio et Jaén.

### Croissance démographique
L'évolution démographique du département de Cajamarca est illustrée par le graphique suivant :
| Évolution démographique du département de Cajamarca entre 1940 et 2017. |
| ----------------------------------------------------------------------- |
|                                                                         |
| Sources : Population 1940, 1961, 1981, 1993, 2007, 2014, 2017           |

## Économie

### Minerais

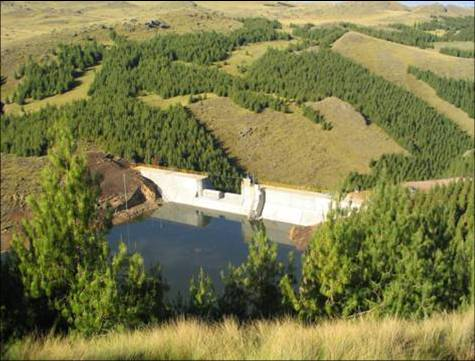
Barrage de Rio Rejo à Yanacocha. Il contrôle les sédiments et stocke de petits volumes d'eau à rejeter en saison sèche.

L'extension de l'exploitation minière est le phénomène marquant depuis 1980. 47 % de la superficie totale de la région a fait l'objet de concessions par l'État. La société Yanacocha (du nom d'un lac existant avant l'exploitation minière), possède 5 mines à ciel ouvert, 4 plateformes de lixiviation et 3 usines de récupération. En 2011 elle employait 8 000 à 10 000 travailleurs qui avaient produit 41 t d'or. Yanacocha est détenue majoritairement par la société américaine Newmont Mining.

Le projet Conga porté par Yanacocha consiste en l'extension de la mine existante et impliquerait l'assèchement de 4 lagunes d'altitude, contribuant à faire disparaître des centaines de sources et 260 hectares de prairies humides, entrant ainsi en compétition avec les activités agricoles des populations locales. Pendant les dix-sept années d’exploitation prévues, près de quatre-vingt-dix mille tonnes de scories chargées de métaux lourds seront rejetées chaque jour.

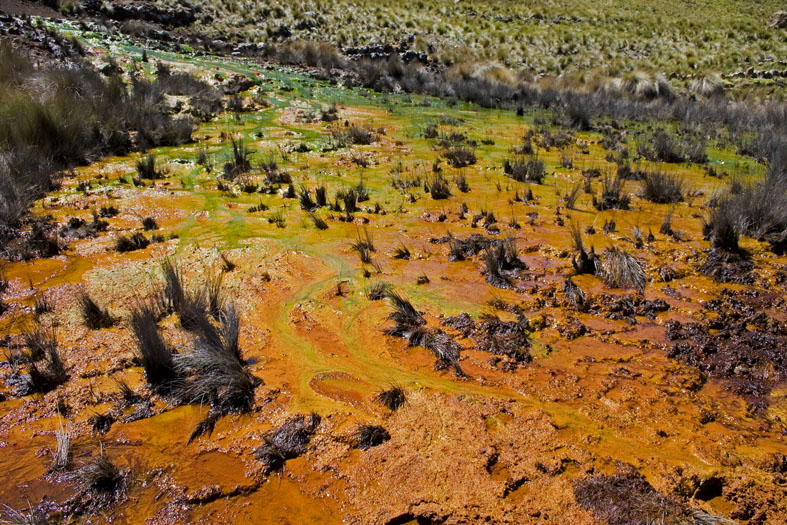
Tentative de "revégétalisation" de la zone de Maqui Maqui, mine de Yanacocha.

Une forte agitation sociale a résulté de ce conflit d'intérêts. Une grève générale a éclaté en automne 2011 à la suite d'incidents relatifs à la contamination d'eau. Marco Arana, figure emblématique de ce mouvement d'opposition « Conga no va ! » au projet Conga, reçut le soutien du président de région Gregorio Santos contre la multinationale Yanacocha et le gouvernement de Ollanta Humala.
À la suite d'incidents particulièrement graves survenus en juillet 2012 (cinq morts), le président Humala a accepté le principe d'une suspension du projet Conga.
Une mine à ciel ouvert d'argent et d'or (la mine de La Zanja) est exploitée à Llapa à 70 km à l'ouest de Yanacocha.
La production minière du département concerne, outre l'or et l'argent; le cuivre, le plomb et le zinc.

### Agriculture
Avant la découverte de la mine d'or de Yanacocha, la province de Cajamarca était surnommée la « Suisse péruvienne », à cause de ses paysages bucoliques et de ses prairies verdoyantes. C'est la première région du Pérou par sa production laitière. La spécialité régionale la plus renommée est El manjar blanco, sorte de confiture de lait.

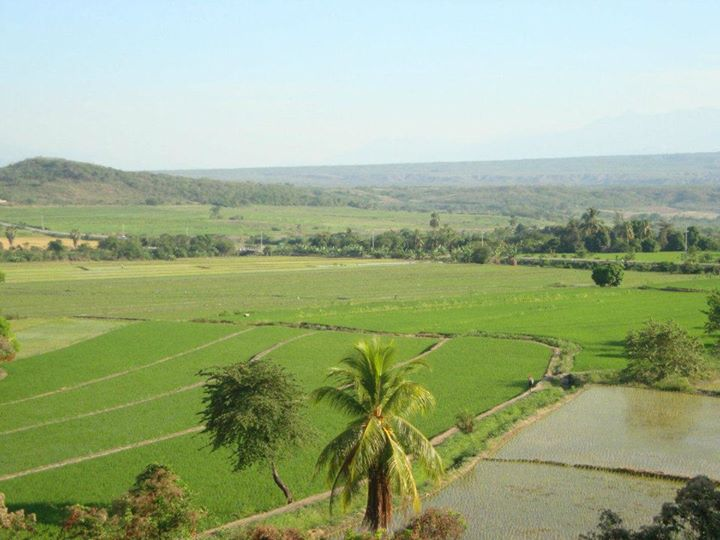
Rizières dans la plaine de Cajamarca.

Dans l'agriculture, la province de San Ignacio est le plus grand producteur de café et celle de Jaén l'un des plus grands producteurs de riz et d'arbres fruitiers au Pérou. La canne à sucre est cultivée dans la vallée de Condebamba (entre les provinces de San Marcos et de Cajabamba) à partir de laquelle on obtient de l'alcool et du pain de vesou.
La province de Celendín est considérée comme un grand producteur de lentilles, de maïs et de pâturages, en plus d'avoir une énorme richesse forestière. C'est la première région productrice de bovins de boucherie avec en 2012 plus de 720 000 têtes, soit 14 % de la production nationale.
La ferme piscicole du district de Namora dans la province de Cajamarca produit des alevins de truite et de pejerrey.
En termes d'industrie, les produits laitiers (fromages, yaourts et beurres) se démarquent principalement.
L'artisanat du chapeau de paille de Celendín est très connu au niveau national.
Dans la province de Santa Cruz, l'énergie est obtenue grâce à la centrale hydroélectrique de Carhuaquero.
En résumé, les principales activités de production sont: 
- Dans le secteur agricole; les semis de pommes de terre, blé, orge, maïs, oca, ulluco, mashua, arracacha, quinoa, cañihua, riz, café, manioc, patate douce, paprika, sucre de canne (à partir de laquelle le rhum et l'eau-de-vie sont obtenus), le cherimoya (le district de San Juan, en étant le premier producteur national) et le coton.
- Dans la production animale; la viande bovine (premier producteur national), les moutons et les chèvres.

### Média et transports
Les réseaux de télécommunications sont très développés dans la zone métropolitaine de Cajamarca (Cercado de Cajamarca - Baños del Inca) et dans la périphérie de Minera Yanacocha, ainsi que dans les villes de Jaén, Chota, Celendín, Cajabamba et Bambamarca.
Le principal aéroport du département est l'aéroport Major Général Armando Revoredo Iglesias (es) pour des liaisons régulières avec Lima uniquement, secondé par les aérodromes Shumba de Jaén et Pampa Grande de Cajabamba.

## Patrimoines naturel, culturel et historique

### Patrimoine naturel
Les champs fertiles de Cajamarca,Cajabamba, Cutervo ou Chota forment un paysage admirable, où l'on respire l'arôme des eucalyptus, des genêts et des schinus.
Porcón est une vallée attrayante dont les forêts sont magnifiques. Ce sont les plus grandes des hauts plateaux péruviens, couvrant près d'un sixième de l'extension du département.
Une autre beauté touristique est la province écologique de San Ignacio, qui borde l'Équateur. Située à 1 350 m d'altitude, elle possède le sanctuaire national de Tabaconas-Namballe (es), où l'on peut observer des orchidées, de beaux paysages naturels, des lagons et des rivières, ainsi que des ours à lunettes et des tapirs.
On peut pratiquer la pêche, la promenade en bateau ou le jet ski à Puerto Ciruelo - Huarango.

### Patrimoines culturel et historique

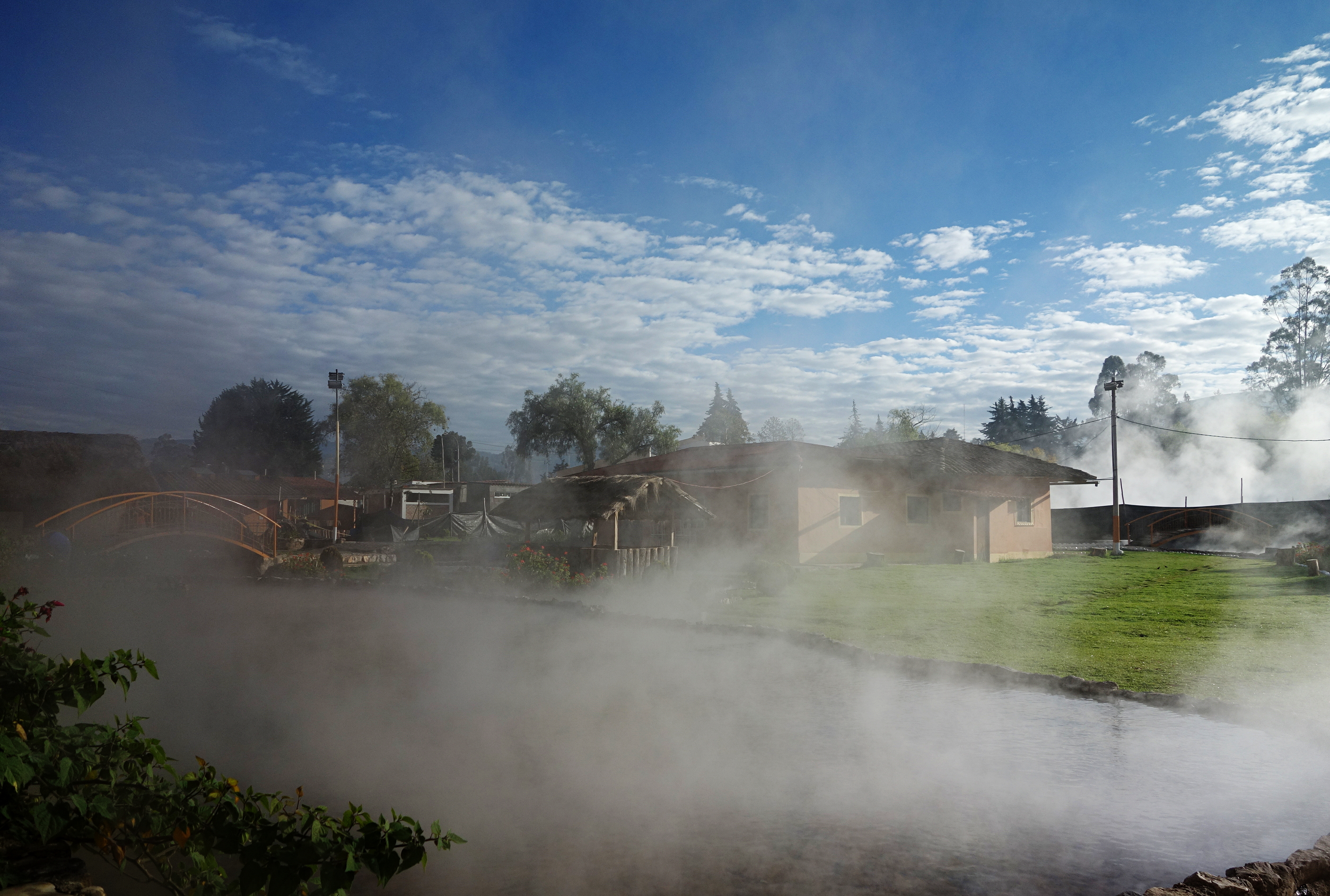
Un bassin des Baños del Inca à Cajamarca.

Les points de visite traditionnels de la région sont les thermes incas (es) considérés par l'Organisation internationale du tourisme (OIT) comme la station thermale la plus belle et la plus fréquentée d'Amérique du Sud, et El Cuarto del Rescate (décrite par Inca Garcilaso de la Vega).
Les églises de la période vice-royale comme San Francisco (es) (appelée l'église des pauvres) avec son couvent à Cajamarca qui possède un admirable musée d'art religieux et d'archéologie. La cathédrale Santa Catalina (es) de Cajamarca a été édifiée avec des roches volcaniques.
Les Ventanillas de Otuzco, à 7 km de Cajamarca, donnent un aperçu d'un autre monde religieux: des tombes creusées dans les rochers de la partie supérieure des collines. Les Ventanillas de Combayo (es) dans le district de La Encañada ou les Ventanillas de Jangalá dans la province de San Miguel de Pallaques sont également remarquables. Dans la province de Hualgayoc (district de Bambamarca), il y a environ 10 000 000 de ces tombes de formes différentes au sommet des collines.
Dans la province de San Pablo se trouve le complexe archéologique Chavín de Kuntur Wasi, où de délicates pièces d'orfèvrerie ont été trouvées.
Non loin de là, sur les pentes de la colline de Cumbe Mayo, se trouve le complexe hydraulique (canal d'irrigation, pont canal) et archéologique le plus important des hauts plateaux péruviens, taillé dans la roche et parsemé de pétroglyphes.
Plusieurs cascades de cette province sont attrayantes pour le tourisme. On peut aussi visiter les pétroglyphes de Faical ou observer le panorama depuis Cerro Campana.

Patrimoine historique et naturel du département.
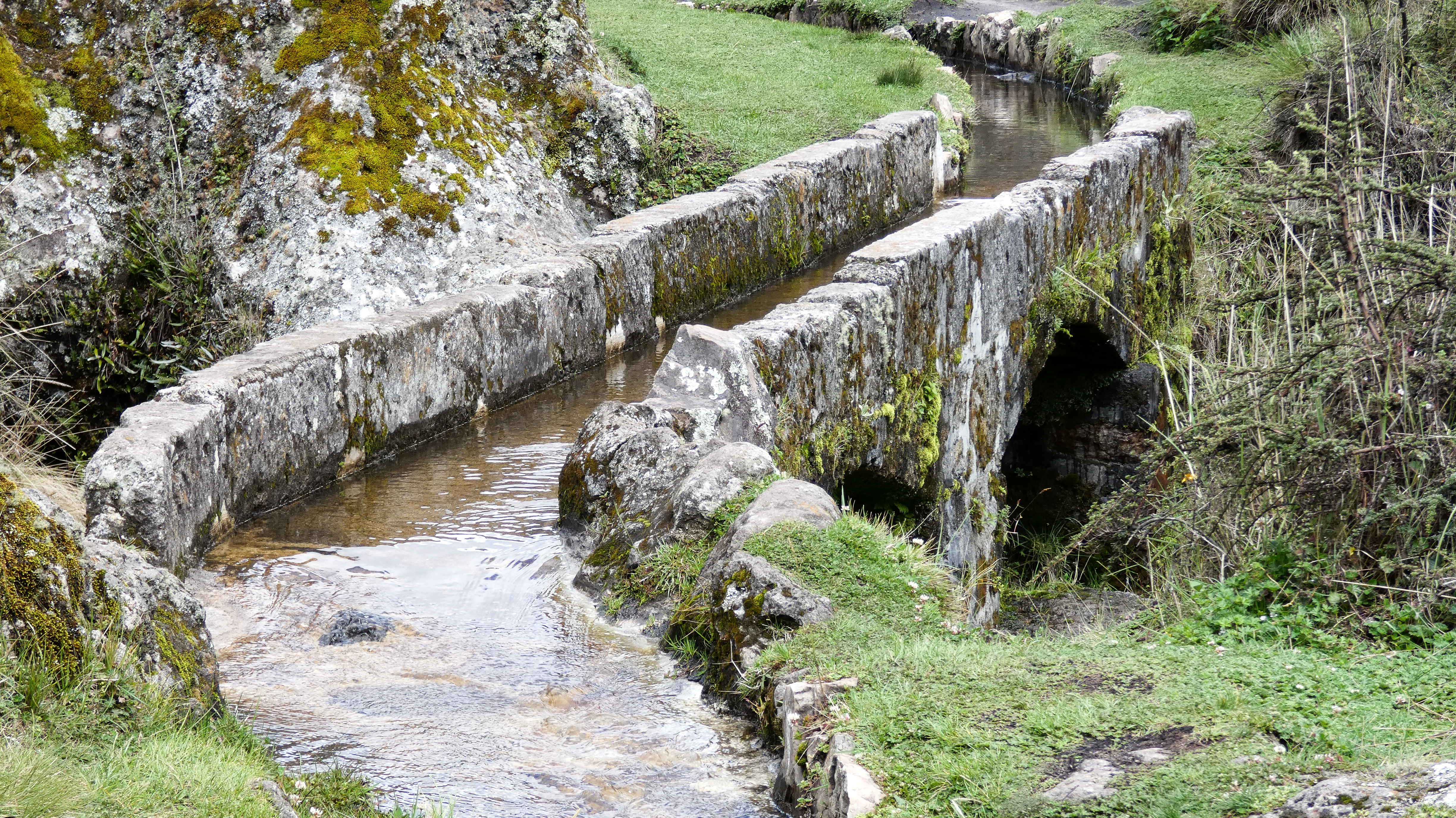
Pont canal de Cumbe Mayo.
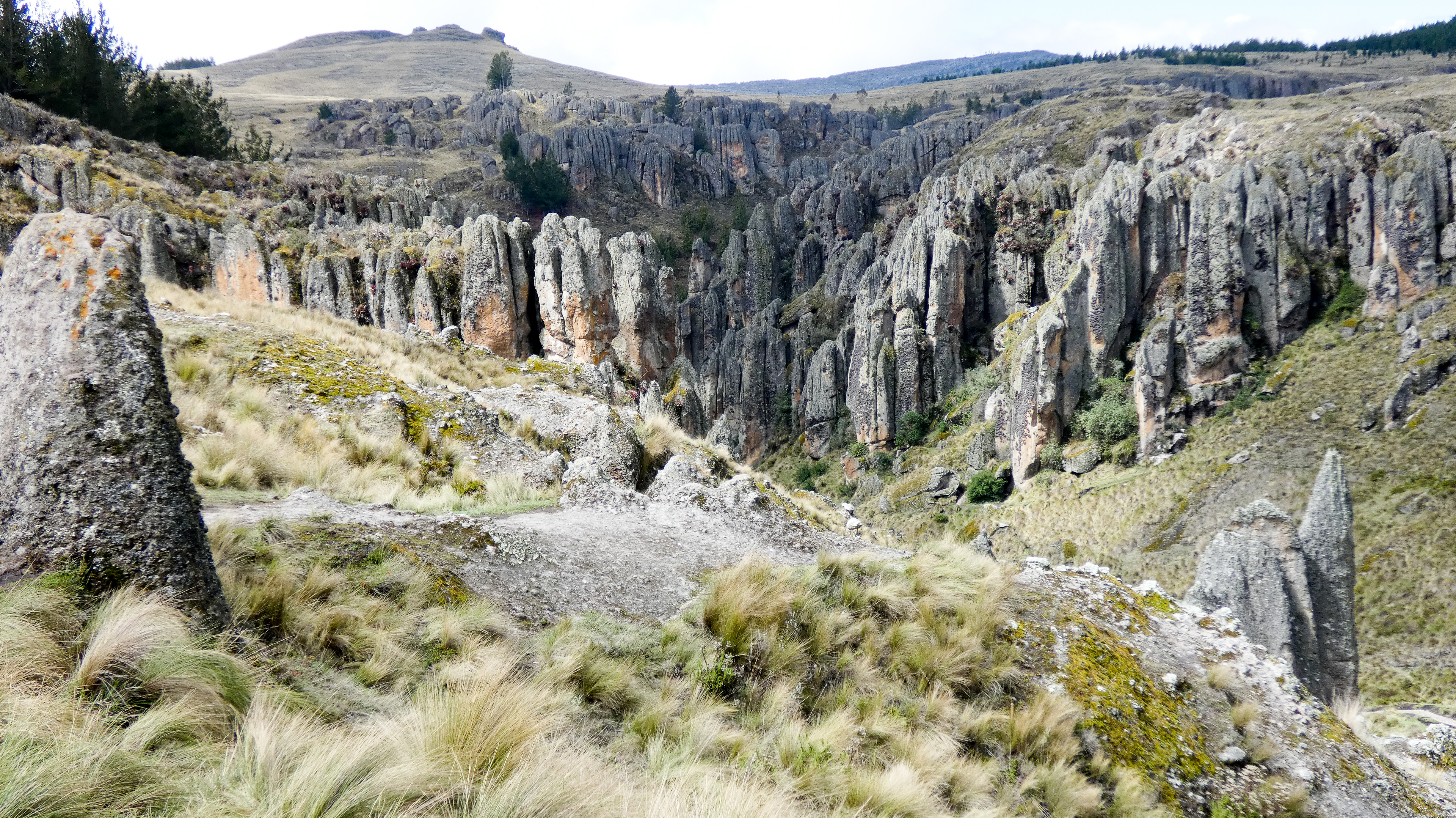
Cumbe Mayo - Formation rocheuse appelée Los frailones (les moines).
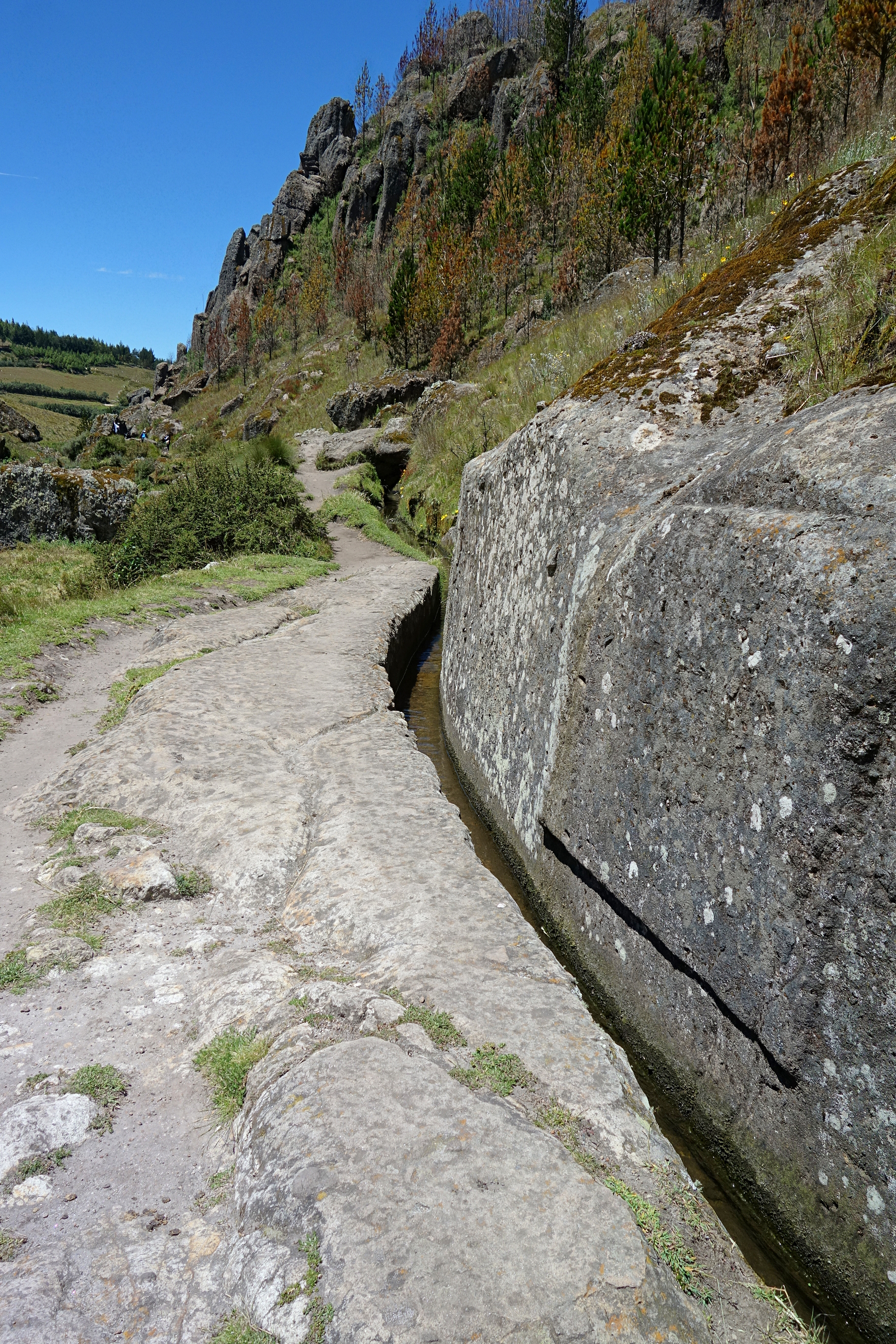
Petite portion de l'aqueduc de Cumbe Mayo.
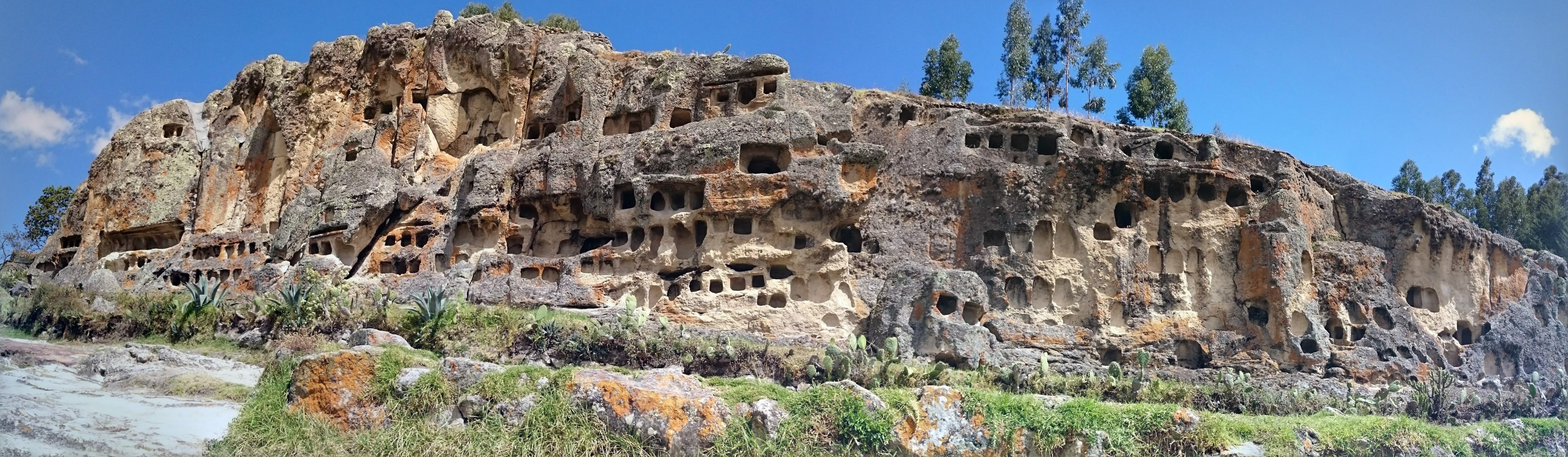
Les Ventanillas de Otuzco près de Cajamarca.
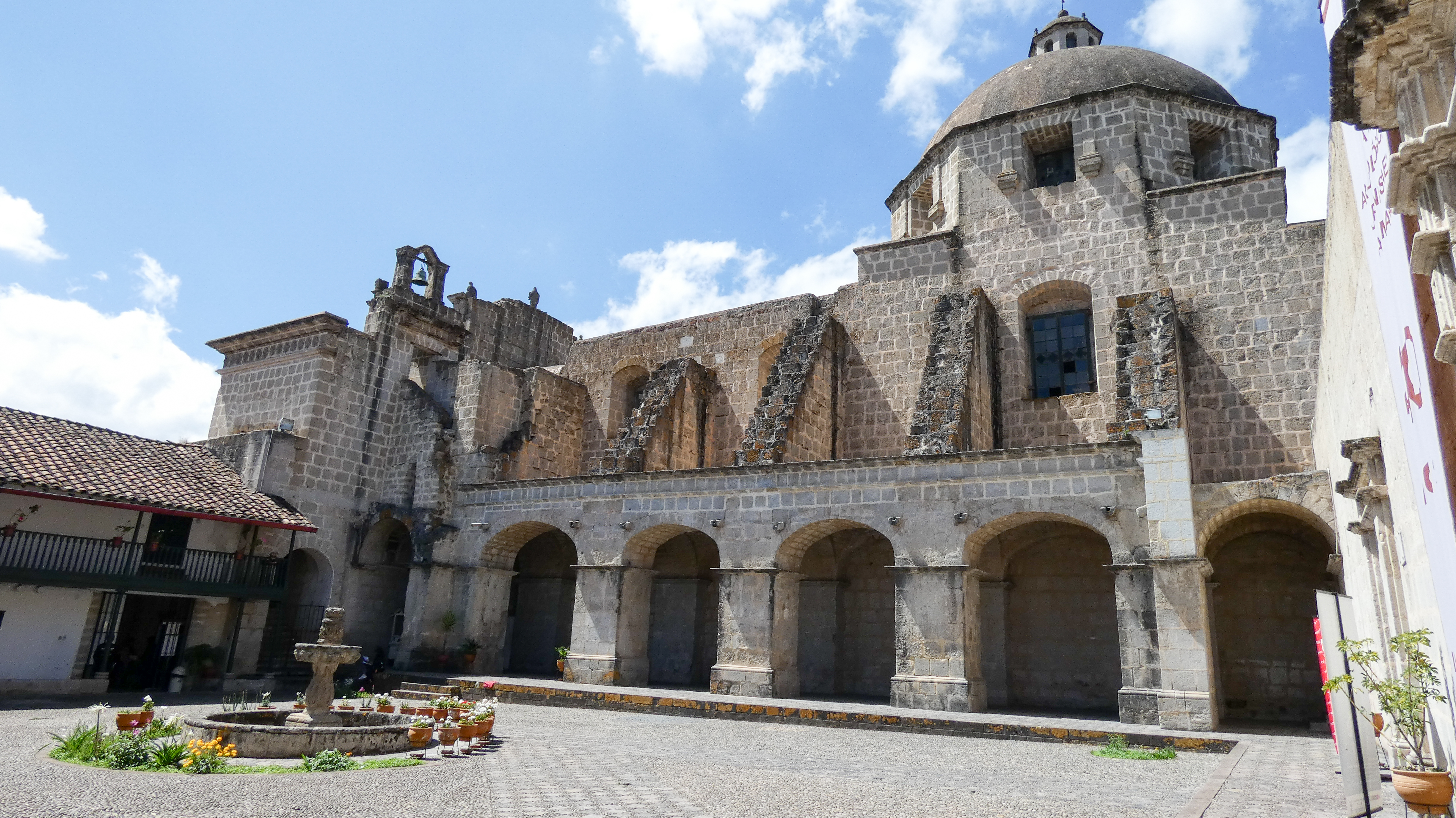
Couvent et cour du musée de la cathédrale de Belén à Cajamarca.

## Personnages liés au département
- Yma Sumac (1922-2008), chanteuse péruvienne, descendante reconnue de l'empereur inca Atahualpa.
- Carlos Castaneda (1925-1998), docteur en anthropologie.